# Caragana bongardiana
Caragana bongardiana är en ärtväxtart som först beskrevs av Fisch. och Carl Anton von Meyer, och fick sitt nu gällande namn av Antonina Ivanovna Pojarkova. Caragana bongardiana ingår i släktet karaganer, och familjen ärtväxter. Inga underarter finns listade i Catalogue of Life.